# Bettina-von-Arnim-Preis
Der Bettina-von-Arnim-Preis war ein nach der Schriftstellerin Bettina von Arnim benannter Literaturpreis für Kurzgeschichten, der von der Zeitschrift Brigitte ausgeschrieben war. Er wurde seit 1992 jährlich, von 1997 bis 2003 alle zwei Jahre verliehen. Das Preisgeld betrug für den 3. Preis 5000 Euro, für den 2. Preis 7500 Euro und für den ersten Preis 12.500 Euro. Teilnehmen konnten sowohl Laien als auch professionelle Autoren. Der Preis wurde nach 2003 nicht mehr vergeben.

## Preisträger
- 1992: Bettina Grack, Stephan Krawczyk, Alissa Walser
- 1993: Susanne Geiger, Karla Schneider, Sabine Ludwig
- 1994: Bärbel Reetz, Klaus Modick, Marcus Jensen
- 1995: Karin Reschke, Josef Winkler, Roland Koch und Karen Duve
- 1996: Doris Dörrie, Suzanne Latour, Anja Liedtke
- 1997: Christiane Krause, Martina-Marie Liertz, Maike Wetzel
- 1999: Stephan Valentin, Susanne Neuffer, Anja Jardine
- 2001: Markus Ramseier, Unda Hörner, Andrea Wolff
- 2003: Zsuzsa Bánk, Julia Blesken, Doris Konradi